# Genoa City (fictieve stad)
Genoa City is een fictieve stad in de Amerikaanse staat Wisconsin en vormt sinds 1973 de thuishaven voor de langlopende soapserie The Young and the Restless. In Wisconsin bevindt er zich ook een echte plaats met de naam Genoa City, maar beide gemeentes zijn enkel in naam dezelfde. Het echte Genoa City telt iets meer dan 2.000 inwoners terwijl de fictieve stad een middelgrote stad is.
In de stad bevinden zich veel kantoorgebouwen, een grote luchthaven en een topziekenhuis. Er bevinden zich ook enkele grote bedrijven waaronder Newman Enterprises, Chancellor Industries,  Jabot Cosmetics, NVP Retreats en Fenmore Department stores.